# Studnia miejska w Kłodzku
Studnia miejska w Kłodzku – pochodząca z przełomu XVII i XVIII wieku barokowa studnia z fontanną, umiejscowiona na kłodzkim rynku.

## Historia
Pierwszą studnię zainstalowano w tym miejscu w połowie XVI wieku. Do dziś nie zachowały się żadne źródła ikonograficzne lub jej opisy. Jak większość miejskich studni z tego okresu, przypuszczalnie miała formę późnogotycką lub gotycko-renesansową. Obecna pochodzi z przełomu XVII i XVIII wieku. Podczas przebudowy ratusza w 1890 roku została gruntownie wyremontowana.
Decyzją wojewódzkiego konserwatora zabytków z dnia 24 listopada 2005 roku studnia została wpisana do rejestru zabytków ruchomych.

## Architektura
Studnia jest umiejscowiona na pl. Bolesława Chrobrego, pomiędzy wschodnią ścianą ratusza a wschodnią pierzeją rynku. Cysterna jest kwadratowa, z czterema półkolistymi apsydkami. Pośrodku wznosi się duża koncha, wsparta na postumencie z czterech delfinich ogonów. Nad konchą wznosi się figura stojącego czeskiego lwa, wspierającego się przednimi łapami na tarczy herbowej. Lew ma na głowie koronę w kształcie kielicha. W pyskach delfinów w dolnej części postumentu, w koronie na głowie lwa oraz w jego pysku zainstalowano wodotryski. Na brzegach konchy są wykonane cztery otwory przelewowe, którymi woda wytryskująca z korony na głowie lwa oraz z jego pyska, po wypełnieniu naczynia, spływa następnie do cysterny. Całość jest doskonale skomponowana i wyrzeźbiona z dużym kunsztem; studnia to wysokiej klasy zabytek i piękny akcent tej części kłodzkiego rynku.

## Galeria

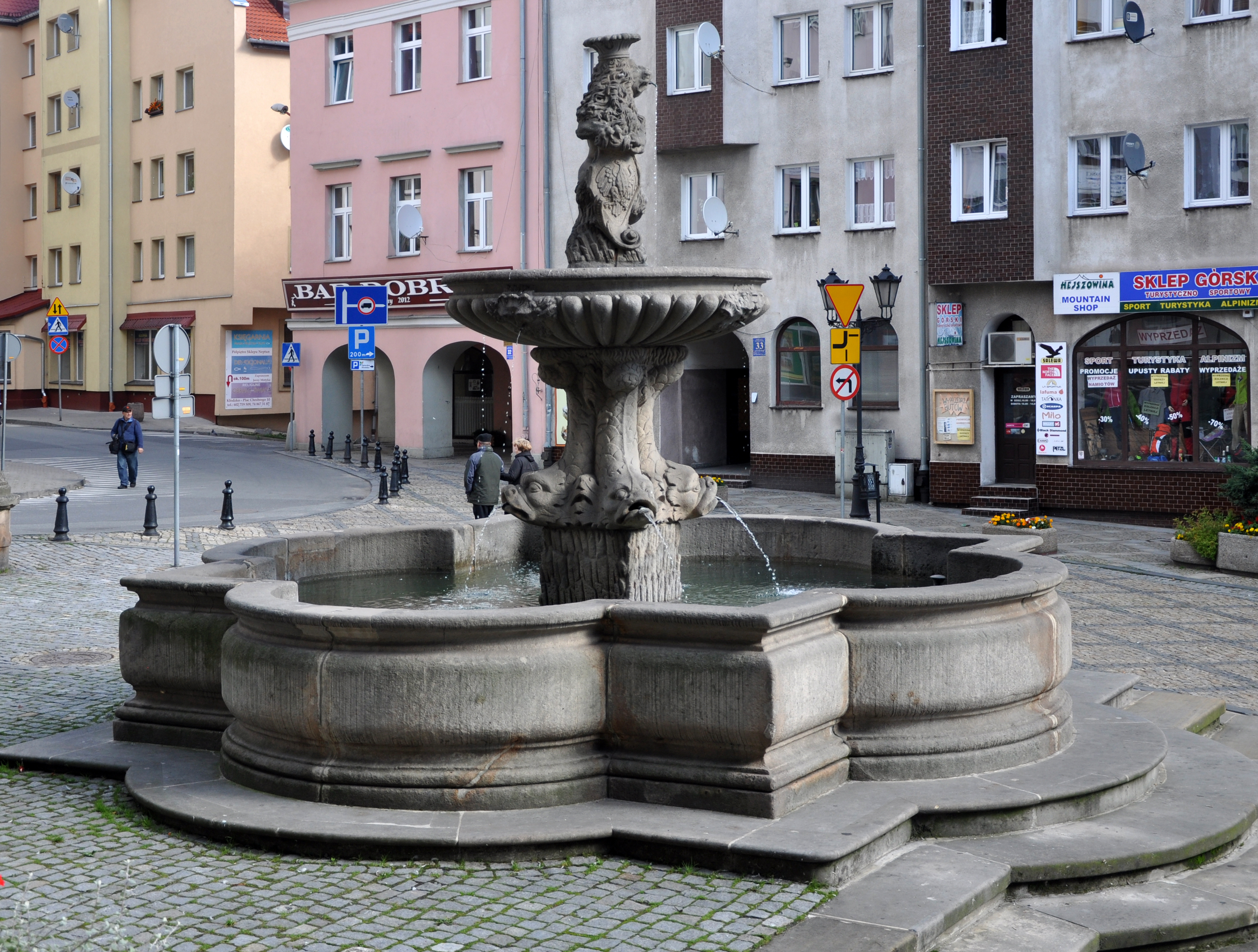
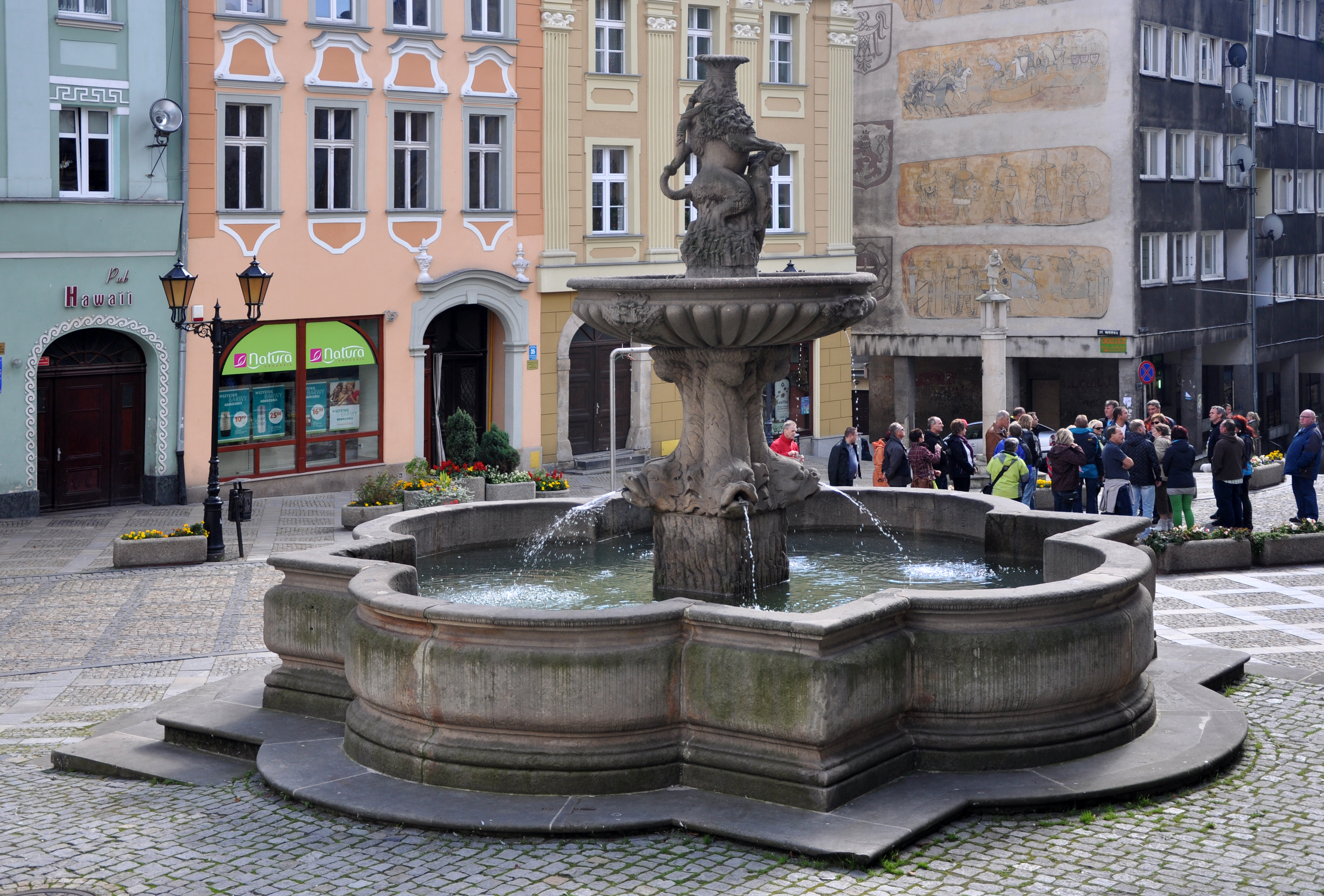
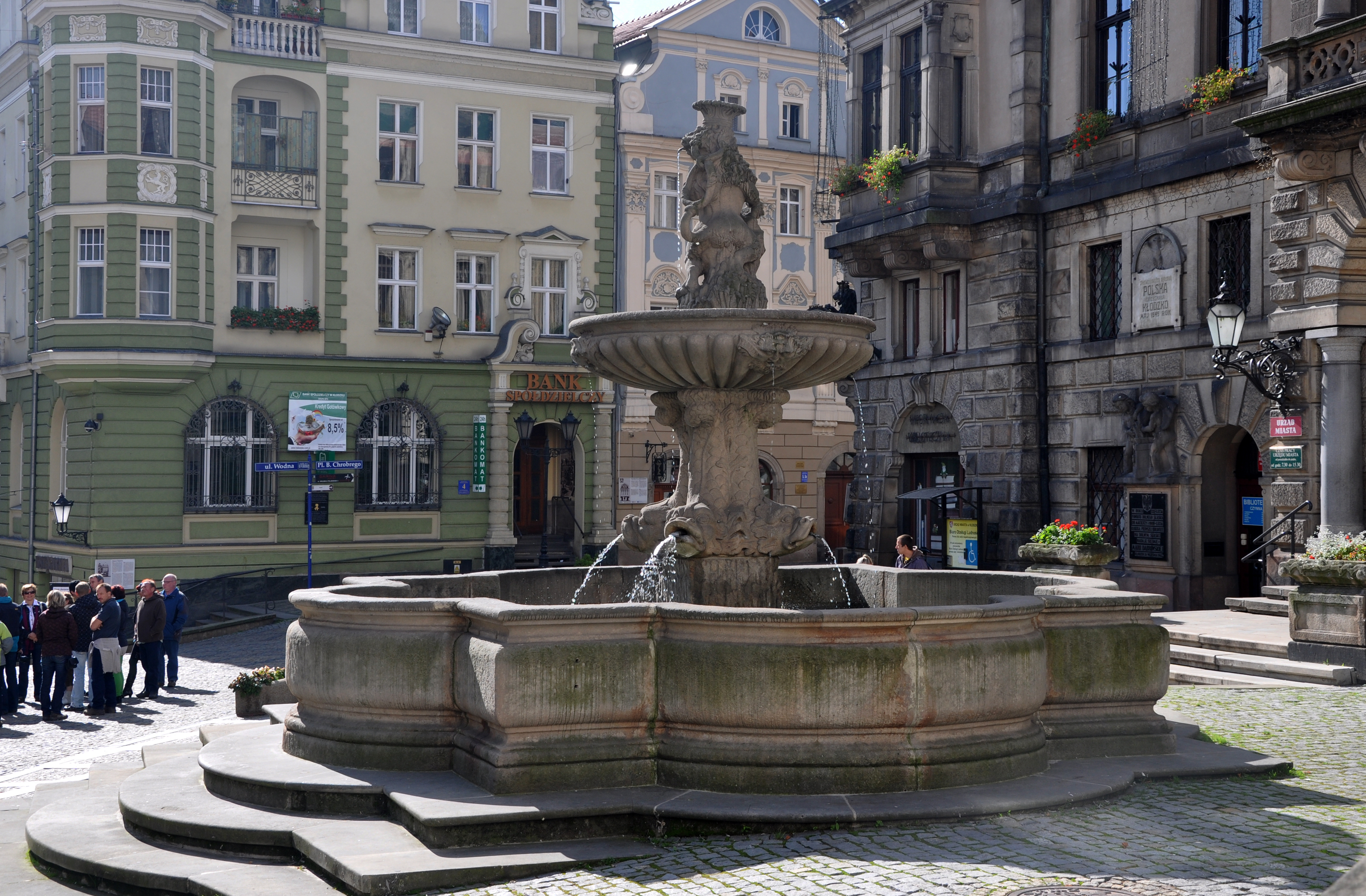
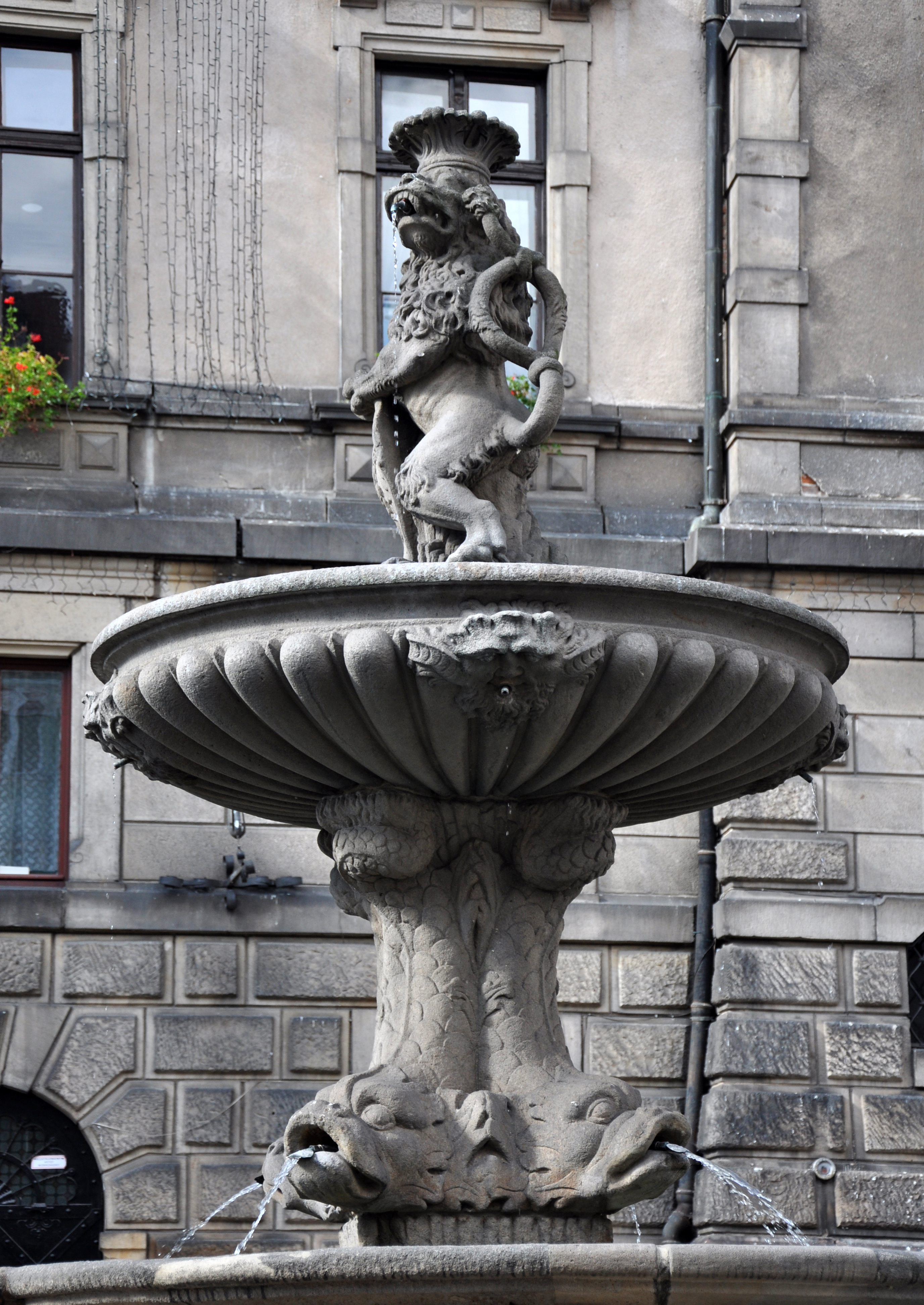
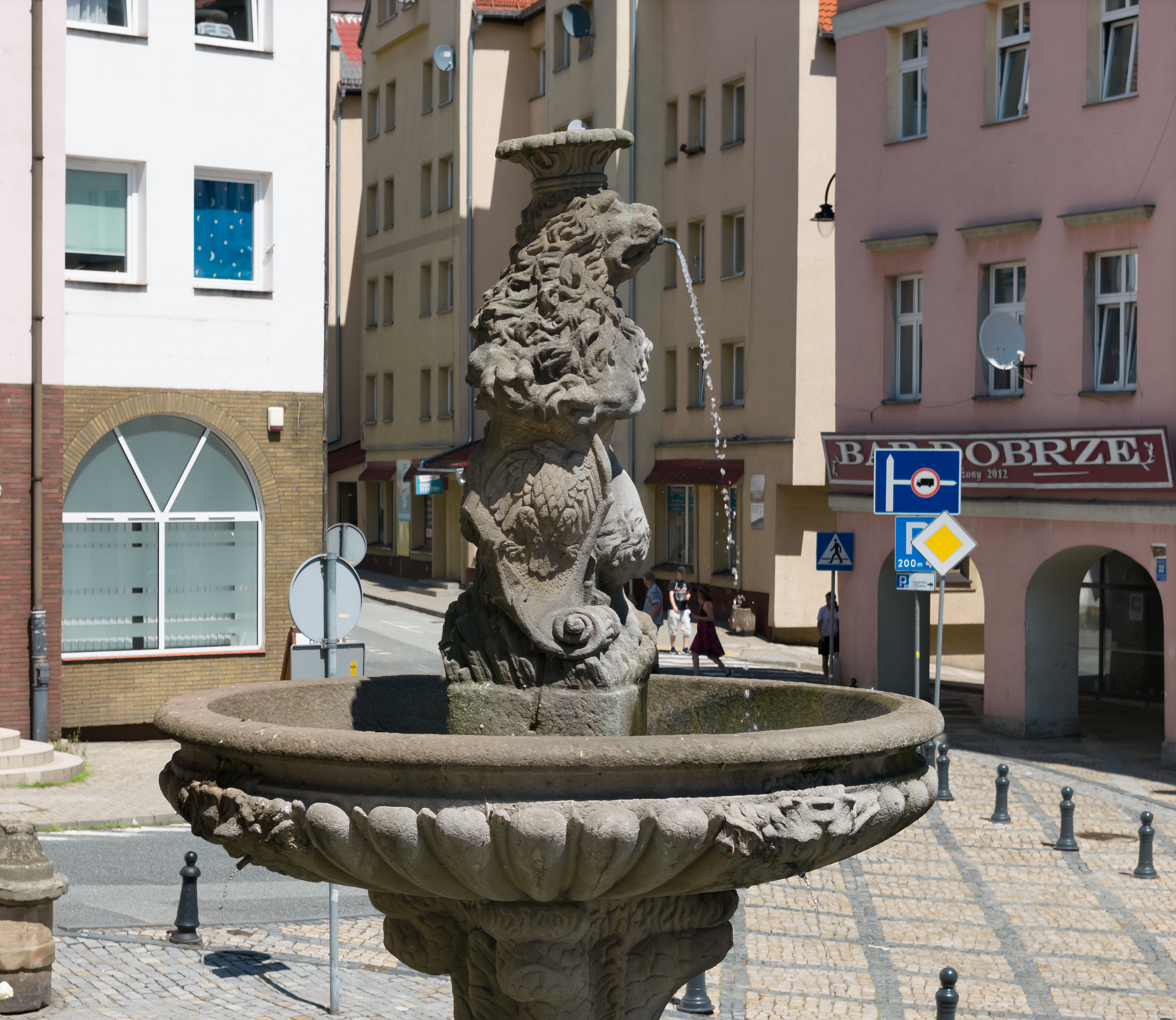
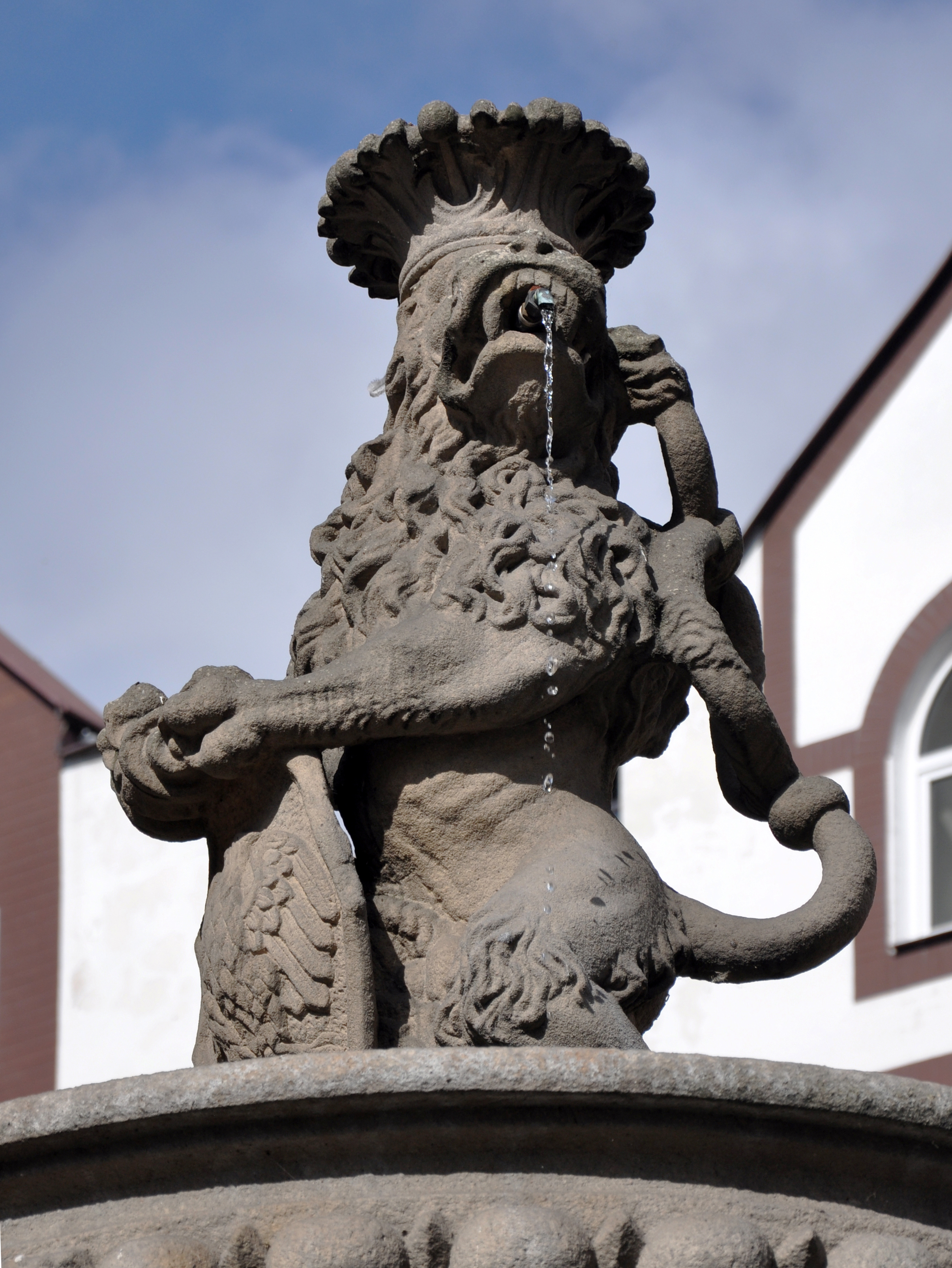
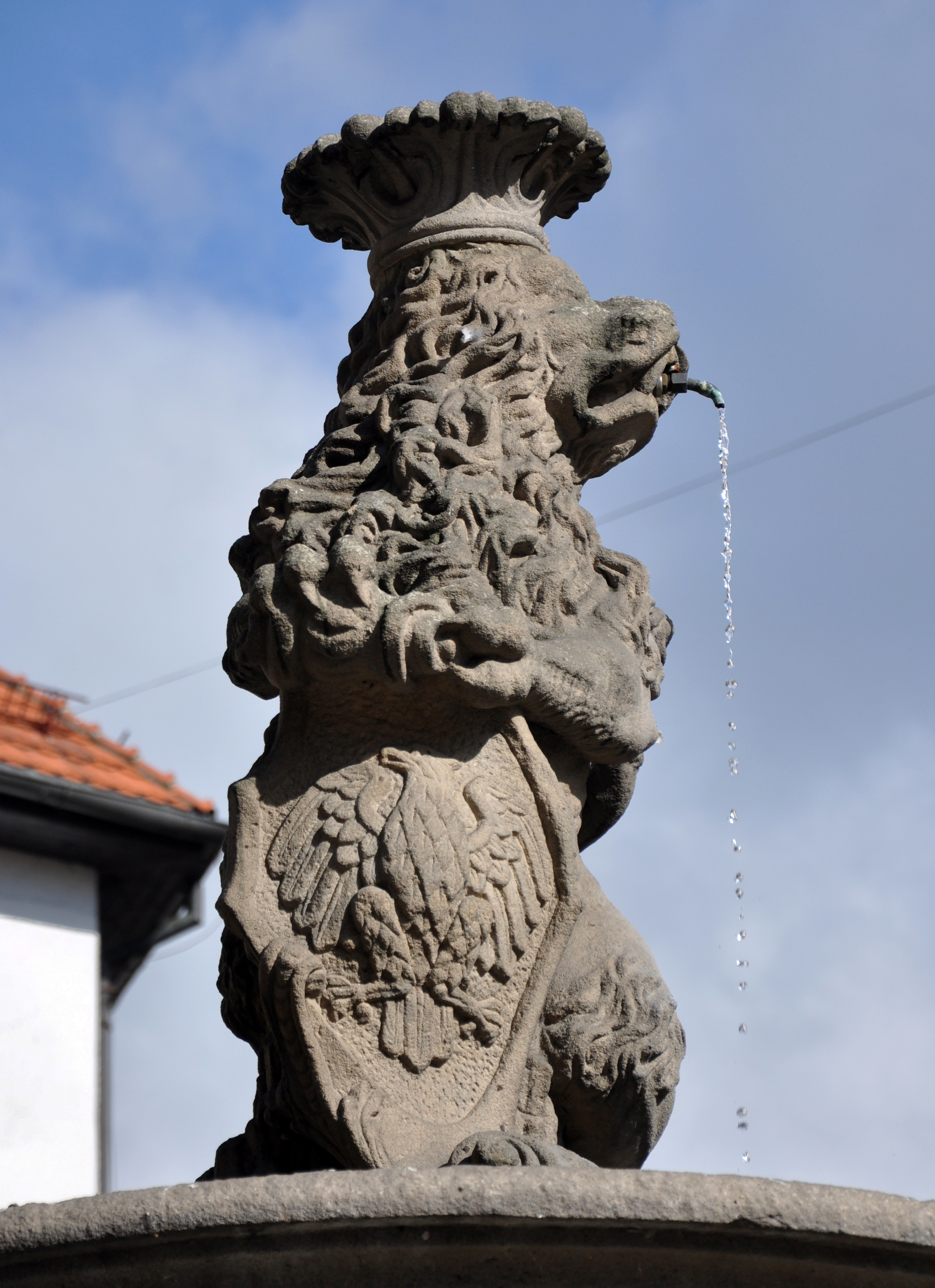
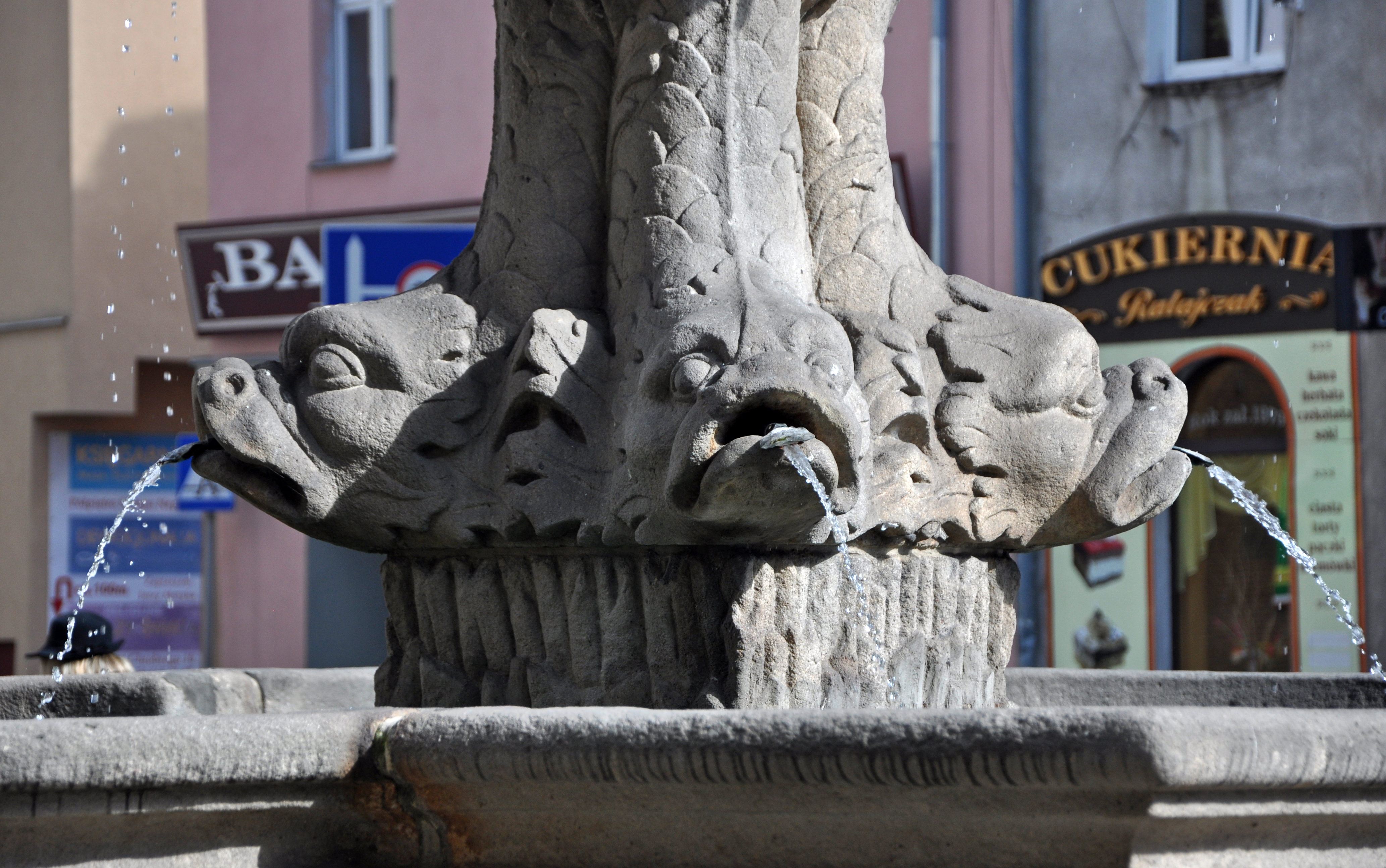
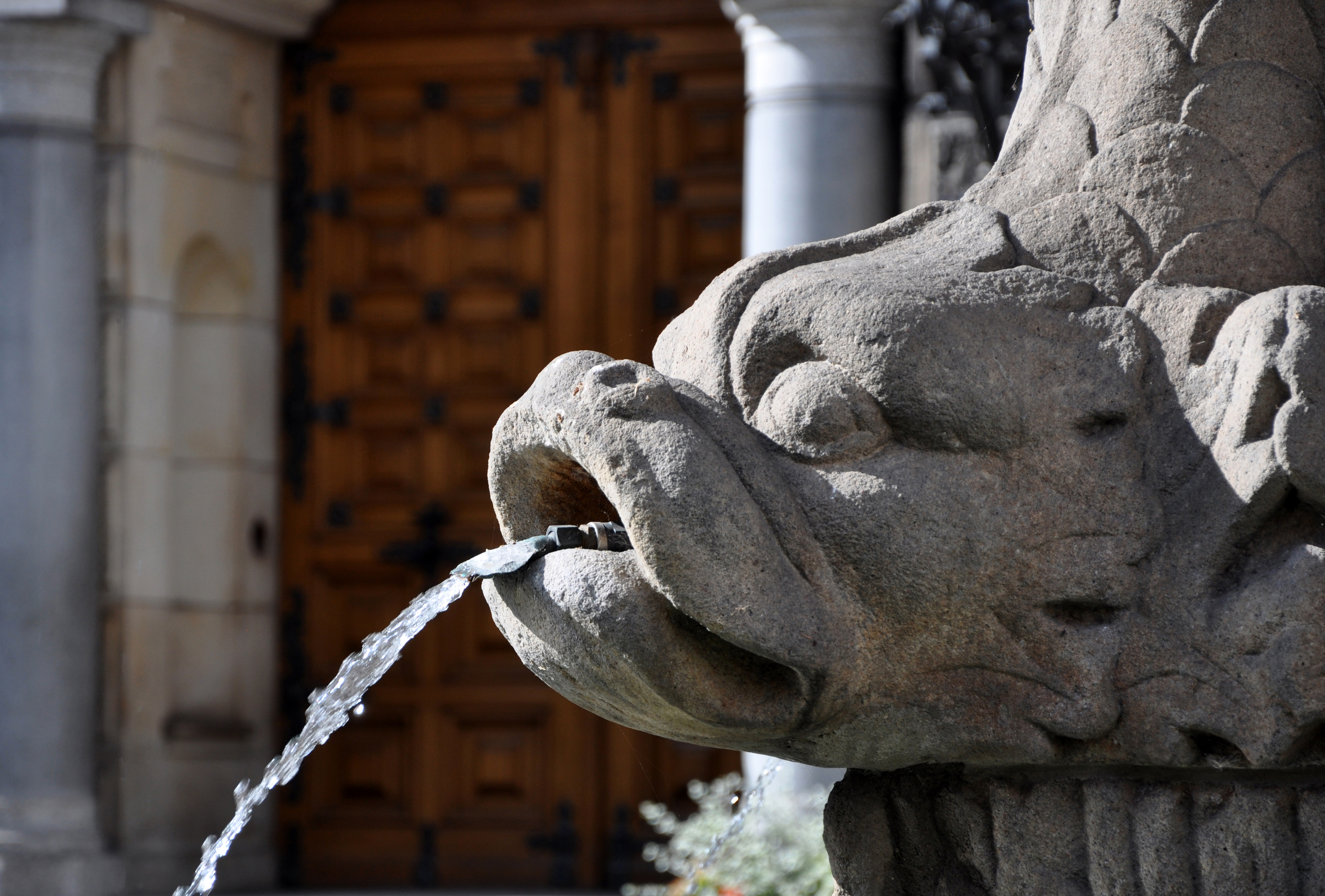
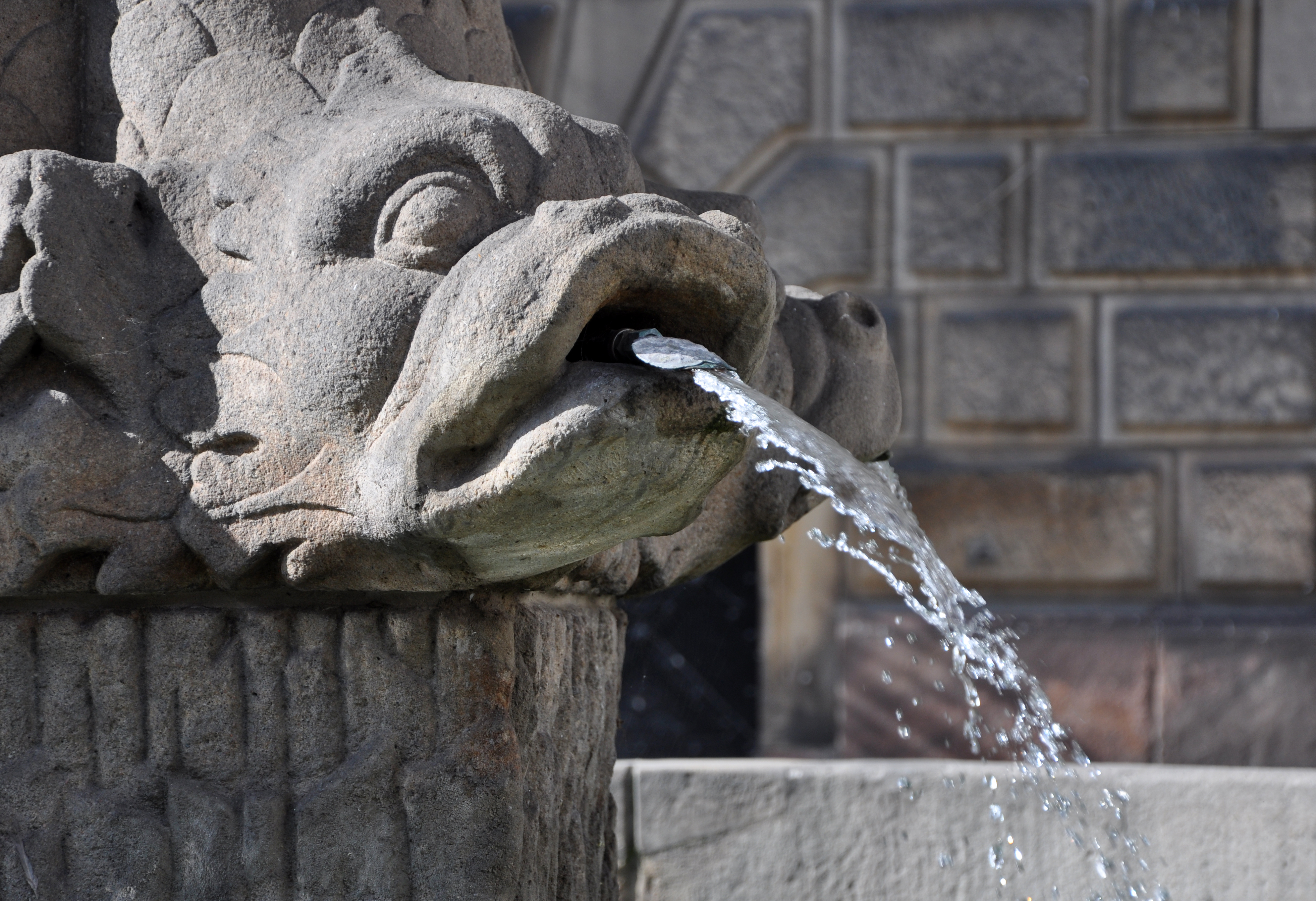
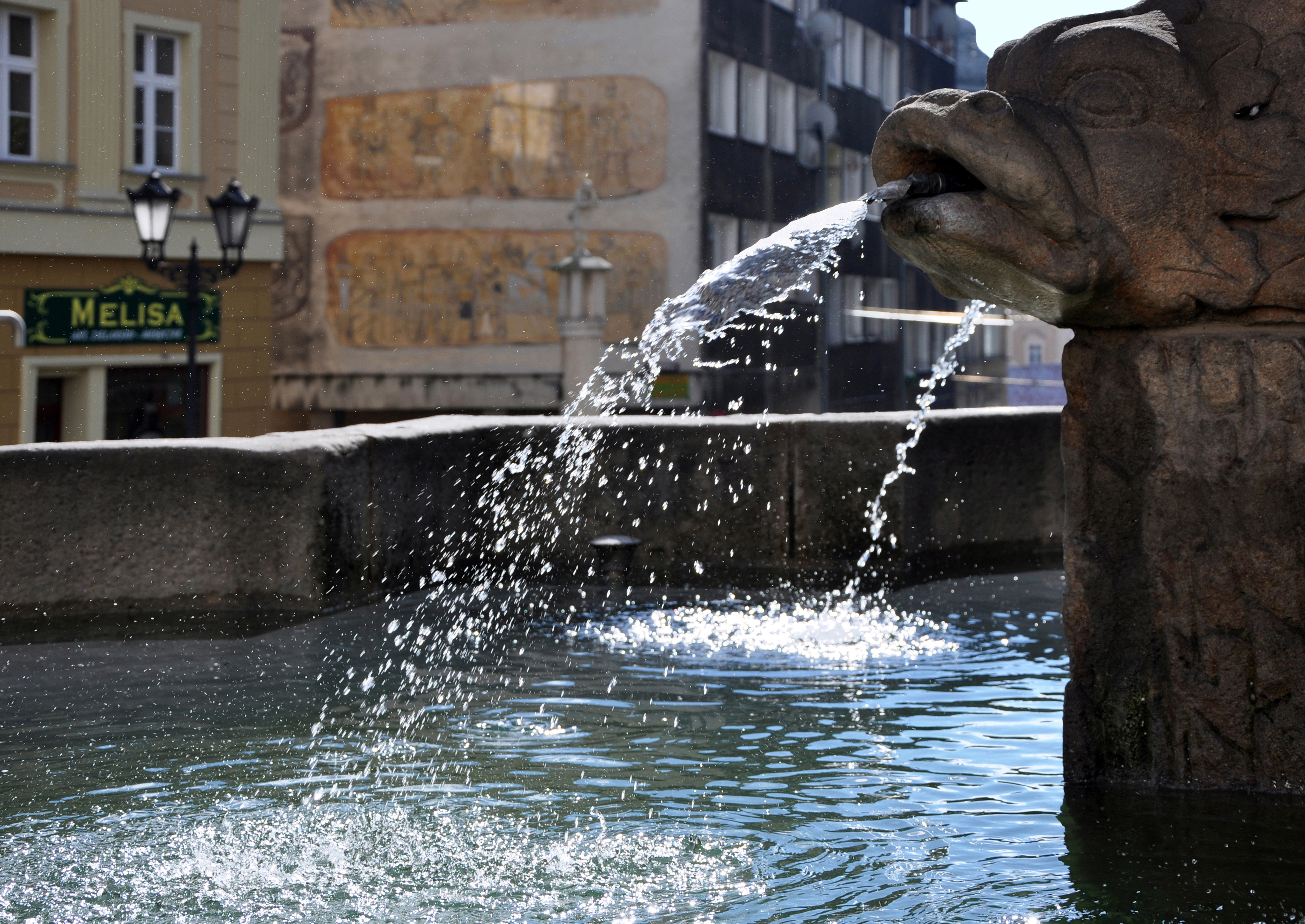